# Fabricação
Fabricação (português brasileiro) ou Fabrico (português europeu) é o processo em que um produto ou uma mercadoria passa a existir,
 e eventualmente ser comercial.
Durante o planejamento de um Sistema de produção, o engenheiro de controle e automação projeta a linha de produção de forma a reduzir custos e aumentar os lucros.
A fabricação dos produtos sempre precisa estar de acordo com as normas técnicas de cada país (certificado de qualidade).
Após a fabricação, os produtos devem apresentar a data de fabricação, o lote, e, se for perecível, a data de validade.